# 高橋薫 (フランス研究者)
高橋 薫（たかはし かおる、1950年12月27日 - ）は、日本のフランス研究者。中央大学名誉教授。
専門はフランス16世紀研究。東京都出身。

## 略歴

### 学歴
- 1973年　埼玉大学教養学部卒業
- 1975年　東京教育大学大学院文学研究科修士課程修了
- 1978年　筑波大学大学院文芸・言語研究科博士課程単位取得退学

### 職歴
- 1978年　駒澤大学外国語部講師
- 1985年　駒澤大学外国語部助教授
- 1995年　駒澤大学外国語部教授
- 1996年　中央大学法学部教授
- 2020年　中央大学定年退職

## 受賞歴
- 日本翻訳家協会翻訳特別賞 (2003年) 
（『ラブレーの宗教―16世紀における不信仰の問題』(法政大学出版局) により）

## 著書

### 単著
- 『言葉の現場へ―フランス16世紀における知の中層』中央大学出版部 2007年
- 『改革派詩人が見たフランス宗教戦争 アグリッパ・ドービニェの生涯と詩作』(125ライブラリー) 中央大学出版部 2011年
- 『〈フランス〉の誕生 16世紀における心性のありかた』水声社 2012年
- 『パトスの受難 考証の時代における追随の文化と自己発露の始まり、ランス近世初期』中央大学出版部 2017年
- 『フランス十六世紀における抵抗の諸相―ドービニェからコキーユへ』水声社 2020年

### 編著
- 『歴史の可能性に向けて―フランス宗教戦争期における歴史記述の問題』水声社 2009年

### 訳書
- リュシアン・フェーヴル『ラブレーの宗教―16世紀における不信仰の問題』(叢書・ウニベルシタス) 法政大学出版局 2003年
- セバスティアン・カステリヨン『異端者を処罰すべからざるを論ず』(中央大学人文科学研究所翻訳叢書) 相田淑子、宮川慎也共訳、中央大学出版部 2014年
- ロレンツォ・ヴァッラ『「コンスタンティヌスの寄進状」を論ず』水声社 2014年
- 『フランス・ルネサンス文学集 1　学問と信仰と』江口修、小島久和、菅波和子、二宮敬共訳、白水社 2015年
- 『フランス・ルネサンス文学集 3　旅と日常と』斎藤広信、篠田勝英共訳、白水社 2017年